# Корабль четвёртого ранга (парусный)

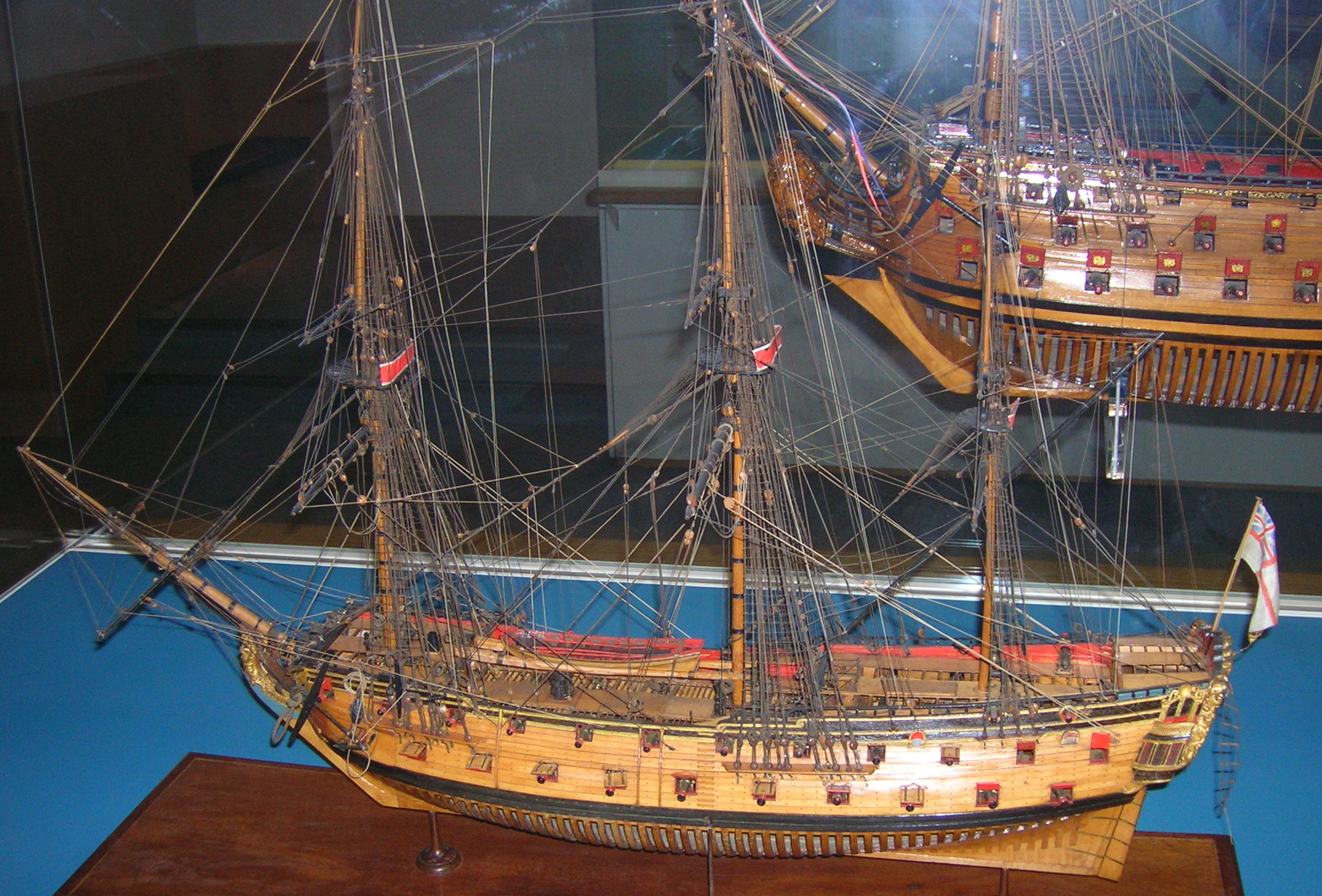
Модель английского 50-54 пушечного корабля (ок. 1710)

Корабль 4 ранга (парусный) — двухдечный линейный корабль с числом пушек от 44 до 60. В британской системе рангов назывался англ. Fourth Rate.
После Семилетней войны их перестали называть линейными.

## Начало (XVII век)
К «четвертому рангу», начиная с 1610-х годов, в Англии стали относить корабли, до этого называвшиеся англ. Small ship. Примерно с этого времени вместо названий рангам стали давать номера. Название («малый корабль») говорит само за себя: это были все королевские корабли, не заслужившие название больших и средних. Четвёртый ранг на тот момент был последним. В него попадали обычно корабли, неспособные к бою в составе эскадры, и потому использовавшиеся для разведки, патрульной и посыльной службы, других целей. Число пушек менялось от 12 до 42, но не обязательно определяло ранг — при этом могли руководствоваться размерами, или численностью команды.
К середине XVII века к 4-му рангу стали относить самые малые из линейных кораблей. Они должны были иметь хотя бы две батарейные палубы. Были введены 5 и 6 ранги, и корабли, не включавшиеся в линию, перешли в них. Формальная система рангов 1677 года закрепила эти признаки. К этому времени корабли 4 ранга имели по 38-56 пушек.

## Век паруса (1756—1815)
На рубеже XVIII—XIX веков к 4 рангу относились два типа: 44-пушечный и 50-пушечный двухдечные корабли. После Семилетней войны Франция, а затем Англия осознали, что эти типы уже не могут сражаться в линии с новейшими кораблями. Поэтому их перестали называть линейными. Вместо этого говорили «корабль 4 ранга», или скажем, «44-пушечный двухдечный корабль», или просто «44-пушечный корабль».

### 44-пушечный двухдечный корабль[1]
| Год  | В строю | В ремонте или в резерве |
| ---- | ------- | ----------------------- |
| 1793 | 7       | -                       |
| 1797 | 5       | -                       |
| 1801 | 3       | -                       |
| 1810 | 2       | Нет данных              |
| 1814 | 2       | Нет данных              |

В крейсерском качестве дни 44-пушечного корабля были сочтены ещё в 1793 году. По всему получалось, что он должен был полностью исчезнуть. Действительно, уже в 1750-е все задачи этого класса взяли на себя 32- и 36-пушечные фрегаты. Но особенности войны с американскими колонистами возродили его в 1776. Поздние образцы 44-пушечного корабля имели 18-фунтовые пушки на нижней палубе и значит, формально превосходили фрегаты (в то время вооруженные 9- и 12-фунтовыми пушками). А двухдечная конструкция давала моральное превосходство «линейного корабля в миниатюре» и теоретически, преимущество сосредоточенного огня двух палуб.
Как и у всех малых двухдечных, их ходовые качества не могли тягаться с фрегатами, и как только Франция в 1778 году вступила в войну, получили развитие 18-фунтовые фрегаты в 36- и 38-пушечном варианте. И хотя они превосходили старые 44-пушечные корабли практически во всем, они были дороги. Старый тип сохранил на флоте могущественных сторонников. В результате во время Американской революционной войны были заказаны двадцать семь 44-пушечных, и к 1793 г флот оказался при большом количестве относительно новых кораблей.
Но за это время официальная мысль обратилась против использования 44-пушечных для крейсерства. Влиятельный контроллер флота, сэр Чарльз Мидлтон нашёл им более выгодное применение в качестве транспортов. Он считал, что стратегия морских десантов, принятая в Англии, подрывается медленной практикой найма и сбора кораблей под транспорты, из-за чего конвои с войсками опаздывают и теряется стратегическая внезапность. Решение он видел в группе обшитых медью — и потому быстроходных — кораблей, принадлежащих флоту и доступных по первому требованию. Идеальным для этой роли был 44-пушечный корабль. Устарелый в качестве крейсера, он был все же быстрее большинства купцов; два дека означали много места для войск и грузов, но позволяли и частичное вооружение, так что конвой не требовал эскорта; он мог размещать в палубах плоскодонные десантные баркасы, и самое главное, уже имелось значительное число довольно новых корпусов. На деле в 1780-е годы многие из заказанных кораблей были ещё на стапелях, и достраивались уже как войсковые или грузовые транспорты во время так называемого «Голландского вооружения».
Большинство из них служило в этой роли, когда в 1793 началась война с Францией. Редкая колониальная экспедиция обходилась без бывшего 44-пушечного: Woolwich был транспортом в походе на Мартинику в 1794; Ulysses и Argo при захвате Минорки в 1798; Regulus перевозил войска в Вест-индских экспедициях 1797—1790 годов, и во время вторжения в Египет 1801 года; Serapis ходил в Суринам в 1804; и Ulysses на Мартинику в 1808.
По тем же причинам они прекрасно подходили для роли госпитальных. Так, Dolphin последовательно был госпитальным судном (1781), войсковым (1800) и грузовым транспортом (1804).
Для подобных ролей они вооружались фр. en flûte — французский термин, означающий что установлено неполное вооружение. Обычно это были двадцать длинноствольных 9-фунтовых пушек на верхней палубе и четыре 6-фунтовых на баке и шканцах, так что транспорты не были совсем беззащитны. Например, в 1799 транспорт Camel со шлюпом HMS Rattlesnake у мыса Доброй надежды отбили атаку французского 12-фунтового фрегата Preneuse. Более того, поскольку переделки мало касались корпуса, корабль легко можно было вернуть к роли боевого. Так, Regulus в 1798—1800 гг использовался для крейсерства в промежутках между перевозками войск.
В активной боевой службе остались немногие (см. таблицу), и обычно на отдаленных и незначительных станциях. HMS Diomede и HMS Resistance участвовали в интенсивных стычках в Индийском океане в начальный период Революционной войны, но в то время нехватка фрегатов заставляла вводить в строй даже старые 44-пушечные. Самым активным ближе к дому оказался HMS Argo: за ним числится взятие испанского фрегата Santa Teresa в 1799 при Майорке. Он же был выбран для доставки в Англию больного Сент-Винсента после его отставки от командования Средиземноморским флотом.

### 50-пушечный корабль

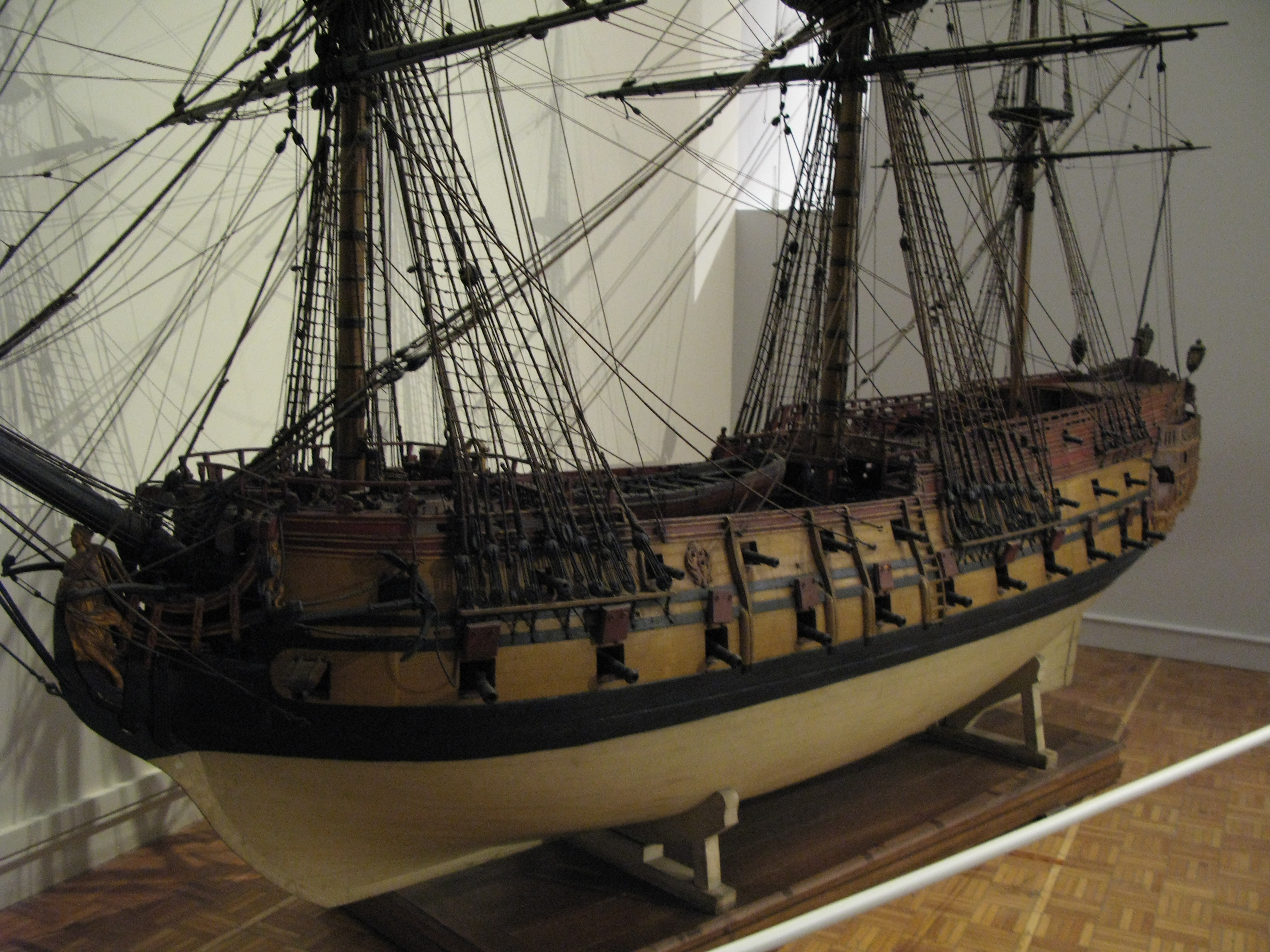
Модель 50-пушечного корабля

50-пушечный корабль был популярным типом всю первую половину XVIII века. Он широко использовался в Семилетней, а затем в Американской революционной войне. Этот тип считался самым малым из кораблей, какой можно поставить в линию баталии. Со временем на него стали смотреть как на непригодный к эскадренному бою.
| Год  | В строю | В ремонте или в резерве |
| ---- | ------- | ----------------------- |
| 1793 | 7       | 3                       |
| 1801 | 9       | Нет данных              |
| 1810 | 7       | 1                       |
| 1814 | 2       | Нет данных              |

Где-то с 1760 г Франция исключила его из своего линейного флота, но в меньших морских державах, таких как Голландия и балтийские страны, он сохранил позиции.
Королевский флот, озабоченный как всегда численностью своих кораблей, считал необходимым продолжать его строить, пусть и в малых количествах. К 1793 многие моряки считали этот тип устаревшим, и действительно, многие из построенных ранее перестраивались под вспомогательные роли, как войсковых или грузовых транспортов, где были полезны их относительно просторные палубы. Тем не менее, три новых корабля были в постройке к началу войны, а в 1810 был даже заказан новый проект.

#### Преимущества
Адмиралтейство держало 50-пушечный корабль в строю, за такие привлекательные свойства как дешевизна, относительно малая команда, и при всем этом 24-фунтовая главная батарея. Кроме того, это был самый малый корабль, имевший кормовые каюты на двух деках. Это считалось абсолютным минимумом, приемлемым для флагманского офицера. Поэтому 50-пушечный сохранял скромную, но постоянную роль: флагмана мирного времени на отдаленных и маловажных станциях.

#### Недостатки
Важнейшим недостатком 50-пушечного типа была его устарелость: в 1780-е он не мог без поддержки противостоять новейшим линейным кораблям.

#### Роль и место

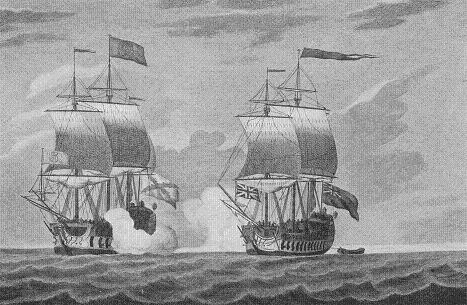
HMS Centurion (60) против Cabadonza, 20 июня 1741

В 1792 году флагманами в Средиземном море, Северной Америке, на Ньюфаундленде, Подветренных островах и Ямайке были 50-пушечные корабли. Ещё один был старшим у африканского побережья. С началом войны они остались флагманами на тех станциях, что были в стороне от боевых действий.
Даже не имея флагмана на борту, они обычно оказывались где-нибудь подальше, например на мысу Доброй надежды или в Ост-Индии. Там они представляли морскую мощь, но чаще их повседневной работой была однообразная охрана конвоев. Для этой оборонительной задачи их 24-фунтовые пушки и слабые ходовые качества не были помехой.
Однако, они не были идеальны в этой роли: расположенные близко к воде порты нижней батареи означали, что их нельзя открывать в свежую погоду; это ставило их в невыгодные условия при встрече с агрессивным фрегатом. В 1799 HMS Jupiter в районе Мыса не смог использовать нижние пушки против 12-фунтового фрегата Pomone, и тот ушёл с минимальными повреждениями. А 18-фунтовый фрегат Cybele взял верх над HMS Centurion у Маврикия в 1794. С другой стороны, в 1804 HMS Centurion умело использовал свою малую осадку и тем удерживал дистанцию в бою с 74-пушечным Marengo, избежав таким образом уничтожения.
Единственный театр войны близко к дому, на котором 50-пушечный корабль активно участвовал в боях, был в Северном море. Голландский флот состоял из кораблей в целом меньше и слабее, чем противостоящие ему французский, испанский или британский. Следившая за ним британская Эскадра Северного моря была золушкой среди прочих, и состояла из малых и устаревших кораблей. HMS Leopard, HMS Isis и HMS Adamant входили в эскадру Дункана, и два последних сражались при Кампердауне, где голландцы поставили в линию четыре 50-пушечных корабля. HMS Isis позже был и при Копенгагене.
Главной причиной, по которой они особенно подходили для Северного моря, была малая осадка — средняя около 17 фт по сравнению с 22 фт у «обычных» 74-пушечных. Это было особенно важно среди голландских банок и отмелей. Маломерные суда десанта имели за спиной непосредственную поддержку линейного корабля — куда ближе чем обычно. Неудивительно, что вице-адмирал Митчелл избрал 50-пушечный HMS Isis своим флагманом в 1799 для высадки в Голландии, несмотря на присутствие в эскадре более мощных кораблей.

## Другие страны

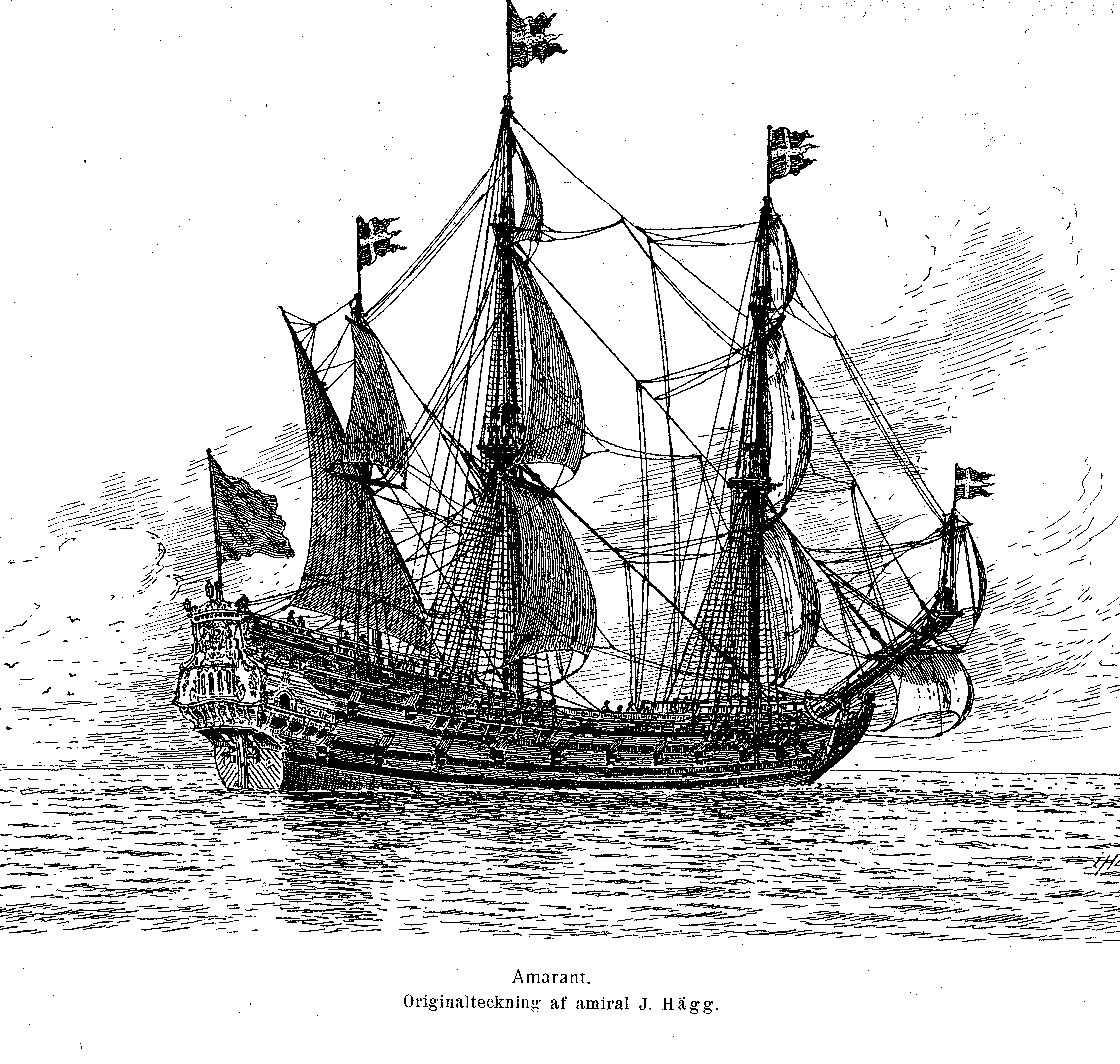
Шведский Amarant, 1654

Морские державы помимо Англии и Франции поддерживали 50 и 44-пушечные линейные корабли в строю достаточно долго, но чаще их относили к более высоким рангам, чем четвёртый. Самое большое число их было у Голландии (позже Батавской республики) и Дании, имелись они также у Швеции, России, Португалии, Неаполя, Венеции, Турции.
Но в типичном случае 4 ранг (где имелся) составляли фрегаты.